# Schradera pentacme
Schradera pentacme är en måreväxtart som först beskrevs av Otto Stapf, och fick sitt nu gällande namn av Puff, R.Buchner och J. Greimler. Schradera pentacme ingår i släktet Schradera och familjen måreväxter. Inga underarter finns listade i Catalogue of Life.